# Tetranychus urticae
Tetranychus urticae (växthusspinnkvalster) är en spindeldjursart som beskrevs av Koch 1836. Tetranychus urticae ingår i släktet Tetranychus och familjen Tetranychidae. Arten är reproducerande i Sverige. Inga underarter finns listade i Catalogue of Life.